# Knud Kristensen
Knud Kristensen (ur. 26 października 1880 w Ringkøbingu, zm. 29 września 1962 w Hillerød) – duński polityk, premier Danii w latach 1945–1947.
W 1920 roku Knud Kristensen został wybrany do Folketingetu, został wówczas jednym z liderów lewicowej partii Venstre. W 1940 roku został ministrem spraw wewnętrznych w koalicyjnym rządzie Thorvalda Stauninga. Zrezygnował z tego stanowiska, kiedy premierem został Erik Scavenius.
W 1945 roku został premierem pierwszego powojennego rządu Danii. Był aktywny w polityce zagranicznej, apelował o włączenie do Danii południowej części Szlezwiku, która po I wojnie światowej pozostała w granicach Niemiec. Rząd Kristensena upadł w 1947 roku.
W 1953 roku Knud Kristensen założył partię o nazwie Niezależna (De Uafhængige), która nadal apelowała o powrót południowego Szlezwiku do Danii, a także o zniesienie licznych przepisów prosocjalnych.